# Campeonato do Reino Unido de Ciclismo em Pista

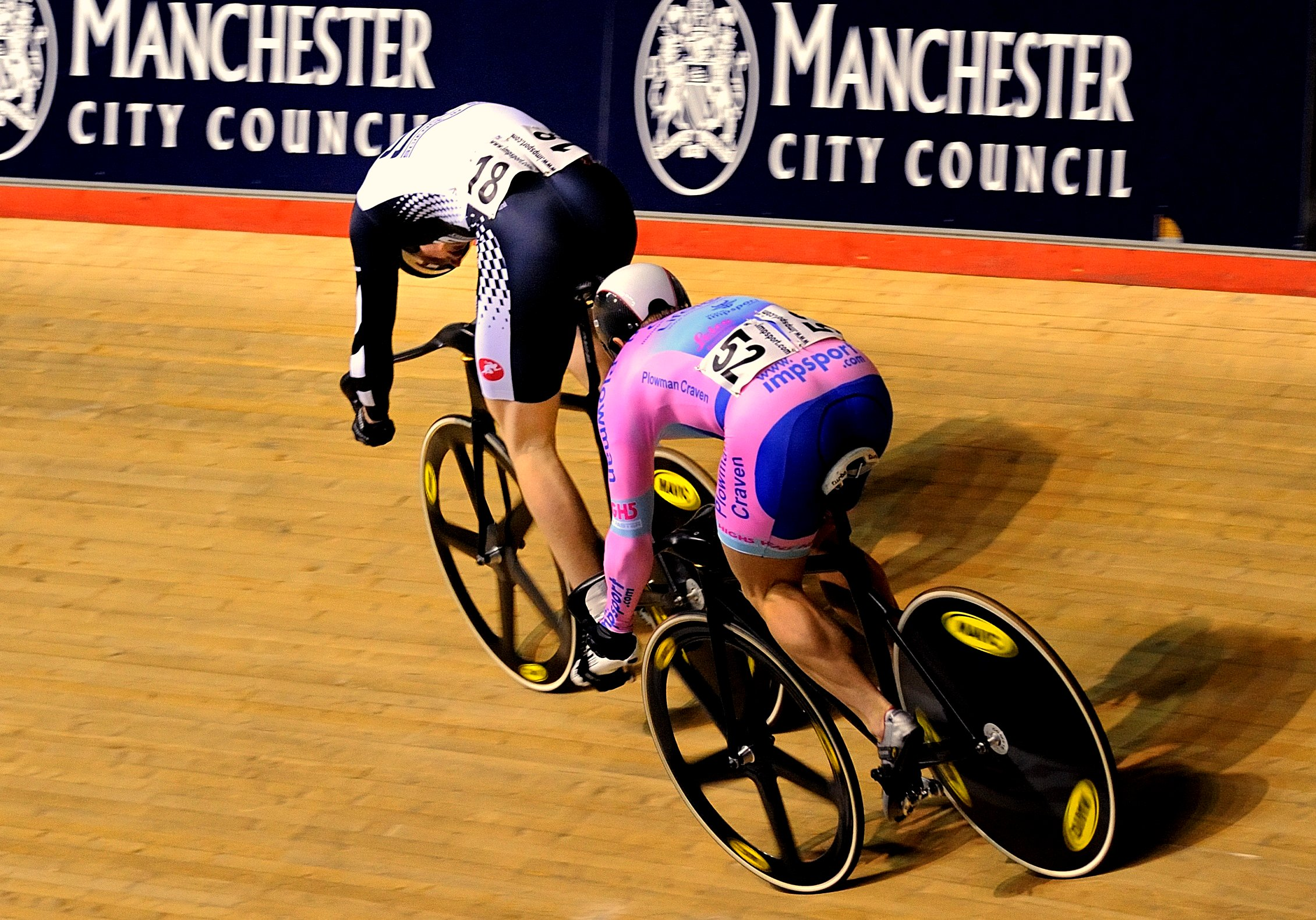
Matthew Crampton e Craig MacLean no Campeonato do Reino Unido de Ciclismo Velocidade de 2008

Os Campeonatos do Reino Unido de Ciclismo em Pista são realizados anualmente, organizados pelo British Cycling.

## Masculino

### Sênior (1995–)
| Ano                | Ouro                                | Prata                         | Bronze                         |
| 4 km – Perseguição |                                     |                               |                                |
| 1995               | Graeme Obree                        |                               |                                |
| 1996               | Graeme Obree                        |                               |                                |
| 1997               | Rob Hayles                          |                               |                                |
| 1998               | Rob Hayles                          | Matt Illingworth              | Jon Clay                       |
| 1999               | Rob Hayles                          | Matt Illingworth              | Bradley Wiggins                |
| 2000               | Rob Hayles                          | Paul Manning                  | Bradley Wiggins                |
| 2001               | Paul Manning                        | Rob Hayles                    | Chris Newton                   |
| 2002               | Michael Hutchinson                  | Kristian House                | Ben Hallam                     |
| 2003               | Paul Manning                        | Bryan Steel                   | Rob Hayles                     |
| 2004               | Paul Manning                        | Rob Hayles                    | Kristian House                 |
| 2005               | Paul Manning                        | Rob Hayles                    | Michael Hutchinson             |
| 2006               | David Millar                        | Paul Manning                  | Chris Newton                   |
| 2007               | Paul Manning                        | Ed Clancy                     | Jonathan Bellis                |
| 2008               | Steven Burke                        | Rob Hayles                    | Michael Hutchinson             |
| 2009               | Geraint Thomas                      | Andy Tennant                  | Ben Swift                      |
| 2010               | Peter Kennaugh                      | George Atkins                 | Sam Harrison                   |
| 2011               | Steven Burke alcançou o rival       | Sam Harrison alcançou o rival | Jon Dibben 4:34.201            |
| 2012               | Owain Doull 4:25.855                | Jon Dibben pego em 3:21       | Douglas Dewey 4:38.038         |
| 2013               | Edward Clancy 4:26.015              | Steven Burke 4:27.408         | Joe Kelly adversário alcançado |
| 2014               | Andrew Tennant adversário alcançado | Steven Burke                  | Jon Dibben 4:26.990            |

| Ano   | Ouro                       | Prata                          | Bronze                              |
| Quilo |                            |                                |                                     |
| 1995  | Shaun Wallace              |                                |                                     |
| 1996  | Shaun Wallace              | Jason Queally                  | Rob Hayles                          |
| 1998  | Craig MacLean              | Jason Queally                  | Chris Hoy                           |
| 1999  | Craig MacLean              | Chris Hoy                      | Neil Campbell                       |
| 2000  | Jason Queally              | Craig MacLean                  | Neil Campbell                       |
| 2001  | Craig MacLean              | Andrew Slater                  | Jonathan Norfolk                    |
| 2003  | Craig MacLean              | Jason Queally                  | Chris Hoy                           |
| 2004  | Matthew Haynes             | Barney Storey                  | Neil Potter                         |
| 2005  | Chris Hoy                  | Jonathan Norfolk               | Matthew Crampton                    |
| 2006  | Chris Hoy                  | Rob Hayles                     | Jason Kenny                         |
| 2007  | Jamie Staff                | Ed Clancy                      | Jason Kenny                         |
| 2008  | Matthew Crampton           | Steven Burke                   | David Daniell                       |
| 2009  | Steven Burke               | Ed Clancy                      | David Daniell                       |
| 2010  | Bruce Croall               | Andrew Kelly                   | Ieuan Williams                      |
| 2011  | Matthew Rotherham 1:03.671 | Steven Burke 1:03.941 (+0.270) | Sam Harrison 1:04.790 (+1.119)      |
| 2012  | Kian Emadi 1:02.435        | Bruce Croall 1:04.035 (+1.600) | Matthew Rotherham 1:04:089 (+0.054) |
| 2013  | Kian Emadi 1:01.702        | Ed Clancy 1:02.189             | Matthew Crampton 1:02.636           |
| 2014  | Callum Skinner 1:01.843    | Matthew Crampton 1:02.636      | Matt Rotherham 1:03.597             |

| Ano        | Ouro                    | Prata                   | Bronze                           |
| Velocidade |                         |                         |                                  |
| 1995       | Steve Paulding          |                         |                                  |
| 1996       | Craig Percival          |                         |                                  |
| 1997       | Craig MacLean           |                         |                                  |
| 1998       | Craig McLean            | Neil Campbell           | Chris Hoy                        |
| 1999       | Craig MacLean           | Craig Percival          | Neil Campbell                    |
| 2000       | Craig MacLean           | Chris Hoy               | Andrew Slater                    |
| 2001       | Craig MacLean           | Andrew Slater           | Alwyn McMath                     |
| 2002       | Andrew Slater           | –                       | –                                |
| 2003       | Ross Edgar              | Jamie Staff             | Barney Storey                    |
| 2004       | Ross Edgar              | Matthew Haynes          | Marco Librizzi                   |
| 2005       | Craig MacLean           | Matthew Crampton        | Marco Librizzi                   |
| 2006       | Craig MacLean           | Ross Edgar              | Chris Hoy                        |
| 2007       | Ross Edgar              | Chris Hoy               | Matthew Crampton                 |
| 2008       | David Daniell           | Christian Lyte          | Matthew Crampton                 |
| 2009       | Chris Hoy               | Matthew Crampton        | Jason Kenny                      |
| 2010       | Jason Kenny             | Matthew Crampton        | Chris Hoy                        |
| 2011       | Chris Hoy 2 – 0 Daniell | David Daniell 0 – 2 Hoy | Jason Kenny 2 – 0 Peter Mitchell |
| 2012       | Callum Skinner          | Lewis Oliva             | Matthew Crampton                 |
| 2013       | Jason Kenny             | Peter Mitchell          | Matthew Crampton                 |

| Ano    | Ouro             | Prata             | Bronze          |
| Keirin |                  |                   |                 |
| 1995   | Steve Paulding   |                   |                 |
| 1996   | Peter Jacques    |                   |                 |
| 1997   | Peter Jacques    |                   |                 |
| 1998   | Craig Percival   | Robert Darley     | Richard Kennedy |
| 1999   | Craig Percival   | Neil Campbell     | Mark Whittaker  |
| 2000   | Craig MacLean    | Barney Storey     | Alwyn McMath    |
| 2001   | Jonathan Norfolk | Barney Storey     | Alwyn McMath    |
| 2002   | Jonathan Norfolk | James Taylor      | Ben Elliott     |
| 2003   | Barney Storey    | Matthew Haynes    | Dave Heald      |
| 2004   | Ben Elliott      | Matthew Haynes    | James Taylor    |
| 2005   | Matthew Crampton | Dave Heald        | Richard Kennedy |
| 2006   | Ross Edgar       | Matthew Crampton  | Chris Hoy       |
| 2007   | Matthew Crampton | Ross Edgar        | Chris Hoy       |
| 2008   | Matthew Crampton | Craig MacLean     | Christian Lyte  |
| 2009   | Chris Hoy        | Jason Kenny       | Christian Lyte  |
| 2010   | Ross Edgar       | Jason Kenny       | Chris Pritchard |
| 2011   | Chris Hoy        | David Daniell     | Philip Hindes   |
| 2012   | Matthew Crampton | Matthew Rotherham | Craig MacLean   |
| 2013   | Jason Kenny      | Matthew Crampton  | Lewis Oliva     |

| Ano                | Ouro                     | Prata                  | Bronze                   |
| Corrida por pontos |                          |                        |                          |
| 1995               | Jon Clay                 |                        |                          |
| 1996               | Rob Hayles               | Russell Williams       | Phil West                |
| 1997               | Rob Hayles               |                        |                          |
| 1998               | Rob Hayles               | Jon Clay               | James Notley             |
| 1999               | Rob Hayles               | Huw Pritchard          | C Ball                   |
| 2000               | Tony Gibb                | Kieran Page            | Ross Muir                |
| 2001               | Rob Hayles               | James Taylor           | Tony Gibb                |
| 2002               | Chris Newton             | Bryan Steel            | Russell Downing          |
| 2003               | Russell Downing          | Ben Hallam             | Dominic Hill             |
| 2004               | Chris Newton             | Keiran Page            | Dean Downing             |
| 2005               | Paul Manning             | Dean Downing           | Kieran Page              |
| 2006               | Ross Sander              | Evan Oliphant          | Peter Kennaugh           |
| 2007               | Chris Newton             | Ben Swift              | Jonathan Bellis          |
| 2008               | Chris Newton             | Mark McNally           | Jonathan Mould           |
| 2009               | Chris Newton             | Andy Tennant           | Jonathan Mould           |
| 2010               | George Atkins            | Simon Yates            | Mark Christian           |
| 2011               | Peter Kennaugh 85 pontos | Jon Mould 67 pontos    | Mark Christian 64 pontos |
| 2012               | George Atkins 30 pontos  | Owain Doull 25 pontos  | Zachery May 21 pontos    |
| 2013               | Ed Clancy 59 pontos      | Sam Harrison 57 pontos | Jacob Ragan 51 pontos    |

| Ano             | Ouro                       | Prata           | Bronze          |
| 20 km – Scratch |                            |                 |                 |
| 1995            | Chris Newton               |                 |                 |
| 1996            | Shaun Wallace              |                 |                 |
| 1997            | Craig MacLean              |                 |                 |
| 1998            | Rob Wood                   | Peter Jacques   | Tony Gibb       |
| 1999            | Huw Pritchard              | Tony Gibb       | James Taylor    |
| 2000            | B Elliott                  | Alwyn McMath    | Tony Gibb       |
| 2001            | = Tony Gibb = James Taylor |                 | James Notley    |
| 2002            | Russell Downing            | Mark Kelly      | James Taylor    |
| 2003            | Chris Newton               | Russell Downing | Mark Kelly      |
| 2004            | Chris Newton               | Tony Gibb       | Russell Downing |
| 2005            | Geraint Thomas             | Mark Cavendish  | Ben Swift       |
| 2006            | Chris Newton               | Kieran Page     | Ian Stannard    |
| 2007            | Steven Burke               | Chris Newton    | Peter Kennaugh  |
| 2008            | Chris Newton               | Andrew Magnier  | Jonathan Mould  |
| 2009            | Chris Newton               | Alex Dowsett    | Mark Christian  |
| 2010            | Peter Kennaugh             | Simon Yates     | Geraint Thomas  |
| 2011            | Jonathan Mould             | Adam Duggleby   | Adam Yates      |
| 2012            | Adam Duggleby              | Jonathan Dibben | Adam Yates      |
| 2013            | Sam Harrison               | Ed Clancy       | Steven Burke    |

| Ano    | Ouro                    | Prata                        | Bronze                        |
| Omnium |                         |                              |                               |
| 2011   | Jonathan Mould 7 pontos | Simon Yates 8 pontos         | Adam Yates 17 pontos          |
| 2013   | Jonathan Mould 5 pontos | Christopher Latham 12 pontos | Christopher Lawless 22 pontos |

### Amador (1959–1995)
| Ano                | Ouro             | Prata          | Bronze      |
| 4 km – Perseguição |                  |                |             |
| 1957               | Tom Simpson      |                |             |
| 1958               | Tom Simpson      |                |             |
| 1960               | Barry Hoban      |                |             |
| 1963               | Hugh Porter      | Harry Jackson  |             |
| 1964               | Hugh Porter      |                |             |
| 1965               | Hugh Porter      |                |             |
| 1981               | Dave Akam        |                |             |
| 1982               | Dave Akam        | Shaun Wallace  |             |
| 1983               | Shaun Wallace    | Paul Curran    |             |
| 1984               | Darryl Webster   |                | Paul Curran |
| 1988               |                  | Chris Boardman |             |
| 1989               | Chris Boardman   |                |             |
| 1990               | Simon Lillistone | Chris Boardman |             |
| 1991               | Chris Boardman   |                |             |
| 1992               | Chris Boardman   |                |             |
| 1993               | Graeme Obree     | Bryan Steel    |             |
| 1994               | Graeme Obree     | Bryan Steel    |             |
| 1995               | Graeme Obree     |                |             |

| Ano   | Ouro            | Prata           | Bronze          |
| Quilo |                 |                 |                 |
| 1966  |                 | Ian Alsop       |                 |
| 1968  |                 |                 | =Ian Alsop = ?  |
| 1969  |                 | Alf Engers      |                 |
| 1985  | Eddie Alexander |                 |                 |
| 1986  | Gary Coltman    |                 |                 |
| 1987  | Eddie Alexander |                 |                 |
| 1988  |                 | Eddie Alexander |                 |
| 1989  | Steve Paulding  |                 |                 |
| 1990  | Steve Paulding  |                 |                 |
| 1992  | Anthony Stirrat |                 |                 |
| 1993  | Rob Hayles      |                 |                 |
| 1994  | Rob Hayles      |                 |                 |
| 1994  | Shaun Wallace   | Rob Hayles      | Anthony Stirrat |

| Ano        | Ouro            | Prata        | Bronze         |
| Velocidade |                 |              |                |
| 1963       | Geoff Cooke     | Ian Alsop    |                |
| 1965       |                 | Ian Alsop    |                |
| 1966       |                 | Ian Alsop    |                |
| 1987       | Eddie Alexander | Paul Mc Hugh | Stewart Brydon |
| 1988       | Eddie Alexander |              |                |
| 1989       | Stewart Brydon  |              |                |
| 1990       | Stewart Brydon  |              |                |
| 1991       | Stewart Brydon  |              |                |
| 1992       | Stewart Brydon  |              |                |
| 1993       | Stewart Brydon  |              |                |
| 1994       | Stewart Brydon  | Gary Hibbert |                |
| 1995       | Steve Paulding  |              |                |

| Ano    | Ouro           | Prata       | Bronze           |
| Keirin |                |             |                  |
| 1993   | Stewart Brydon | Paul McHugh | Robert Jefferies |

| Ano                | Ouro             | Prata            | Bronze          |
| Corrida por pontos |                  |                  |                 |
| 1982               | Paul Curran      | Darryl Webster   | Des Fretwell    |
| 1983               | G. Mitchell      | Paul Curran      |                 |
| 1984               | Paul Curran      | Ken Byers        | Martin Webster  |
| 1985               | Paul Curran      | Kevin Byers      | Phil Wilkins    |
| 1987               | A. Wood          | Paul Curran      |                 |
| 1988               | Colin Sturgess   | Simon Lillistone | Paul Curran     |
| 1989               | Simon Lillistone |                  |                 |
| 1990               | Simon Lillistone |                  |                 |
| 1991               | Simon Lillistone |                  |                 |
| 1992               | Simon Lillistone |                  |                 |
| 1993               | Simon Lillistone |                  |                 |
| 1994               | Simon Lillistone | Tony Doyle       | Anthony Stirrat |
| 1995               | Jon Clay         | Bryan Steel      |                 |

| Ano     | Ouro           | Prata | Bronze |
| Scratch |                |       |        |
| 1966    | Ian Alsop      |       |        |
| 1967    | Ian Alsop      |       |        |
| 1974    | Maurice Burton |       |        |

| Ano             | Ouro            | Prata | Bronze |
| 20 km – Scratch |                 |       |        |
| 1985            | Steve Paulding  |       |        |
| 1986            | Steve Paulding  |       |        |
| 1992            | Anthony Stirrat |       |        |
| 1994            | Chris Newton    |       |        |
| 1994            | Anthony Stirrat |       |        |

### Profissional (1959–1995)
| Ano                | Ouro           | Prata       | Bronze         |
| 5 km – Perseguição |                |             |                |
| 1967               | Hugh Porter    | Dave Bonner |                |
| 1968               | Hugh Porter    |             |                |
| 1989               | Colin Sturgess | Paul Curran |                |
| Corrida por pontos |                |             |                |
| 1988               | A. Wood        | Paul Curran |                |
| 1991               |                |             | Darryl Webster |
| Velocidade         |                |             |                |
| 1993               | Paul McHugh    |             |                |
| 1994               | Gary Hibbert   | Paul McHugh |                |
| Omnium             |                |             |                |
| 1989               | Gary Coltman   |             |                |
| 1990               | Gary Coltman   |             |                |

### Júnior (sub-18)
| Ano                | Ouro               | Prata              | Bronze            |
| 3 km – Perseguição |                    |                    |                   |
| 1972               | Stuart Morris      |                    |                   |
| 1978               | Anthony Mayer      | Paul Curran        | Gordon Wooldridge |
| 1987               | Simon Lillistone   |                    |                   |
| 1988               |                    |                    |                   |
| 1989               |                    |                    | Mark Dawes        |
| 1993               | Richard Prince     | Andrew Russell     | Andrew Mummery    |
| 1994               | David George       | Andrew Mummery     | Lee Garner        |
| 1998               | Bradley Wiggins    | Mark Kelly         | S. Collins        |
| 1999               | Ben Hallam         | Rhys Gruffydd      | C Sellen          |
| 2000               | Kieran Page        | Ben Hallam         | C Sellen          |
| 2001               | Kieran Page        | Russell Anderson   | Adam Duggleby     |
| 2003               | Ed Clancy          | Geraint Thomas     | Matt Brammier     |
| 2004               | Ross Sander        | Ian Stannard       | Tom Smith         |
| 2005               | Andy Tennant       | Ian Stannard       | Ben Swift         |
| 2006               | Peter Kennaugh     | David Daniell      | Christian Lyte    |
| 2007               | Steven Burke       | Jonathan Bellis    | Peter Kennaugh    |
| 2008               | Mark Christian     | Andrew Fenn        | Erick Rowsell     |
| 2009               | George Atkins      | Tim Kennaugh       | Daniel Mclay      |
| 2010               | Sam Harrison       | Dan Mclay          | Owain Doull       |
| 2011               | Jonathan Dibben    | Owain Doull        | Robert Lambton    |
| 2012               | Christopher Latham | Jacob Ragan        | Kristian Woolf    |
| 2013               | Matthew Gibson     | Tao Geoghegan Hart | Jacob Ragan       |
| 2014               | Matthew Gibson     | Joe Holt           | Matthew Bostock   |
| 2015               | Ethan Hayter       | Reece Wood         | Angus Claxton     |

| Ano   | Ouro              | Prata              | Bronze         |
| Quilo |                   |                    |                |
| 1977  | Brad Thurrell     |                    |                |
| 1978  | Brad Thurrell     | Gary Sadler        | Paul Curran    |
| 1993  | Richard Prince    | Andrew Mummery     | James Taylor   |
| 1994  | Andrew Mummery    | James Taylor       | David George   |
| 1998  | Bradley Wiggins   | Ben Hallam         | G. Wiseman     |
| 1999  | D Heald           | David Heaven       | Ben Hallam     |
| 2000  | Ross Edgar        | Kieran Page        | David Heaven   |
| 2001  | Ross Edgar        | Matthew Haynes     | Kieran Page    |
| 2003  | Mark Cavendish    | Matthew Crampton   | Geraint Thomas |
| 2004  | Matthew Crampton  | Ross Sander        | Tom Smith      |
| 2005  | Steven Burke      | Shane Charlton     | Jason Kenny    |
| 2006  | Peter Kennaugh    | Christian Lyte     | David Daniell  |
| 2007  | David Daniell     | Christian Lyte     | Steven Hill    |
| 2008  | Steven Hill       | Peter Mitchel      | Andrew Fenn    |
| 2009  | Kian Emadi        | Daniel Mclay       | George Atkins  |
| 2010  | Kian Emadi        | Callum Skinner     | Lewis Oliva    |
| 2011  | Matthew Rotherham | Christopher Latham | Jack Cracknell |
| 2012  | Tom Arnstein      | Sassan Emadi       | Andrew Leveton |
| 2013  | Matthew Gibson    | Leon Gledhill      | Tom Arnstein   |

| Ano                    | Ouro | Prata     | Bronze    |
| 500 m – Contrarrelógio |      |           |           |
| 1959                   |      | Ian Alsop |           |
| 1960                   |      |           | Ian Alsop |

| Ano        | Ouro             | Prata               | Bronze              |
| Velocidade |                  |                     |                     |
| 1973       | Maurice Burton   |                     |                     |
| 1999       | James Taylor     | David Heald         | P Chilton           |
| 2000       | Jon Pettit       | Nathan Harman       | Ross Edgar          |
| 2001       | Ross Edgar       | Matthew Haynes      | Tom White           |
| 2003       | Matthew Crampton | Mark Cavendish      | Jak Kenton-Spraggen |
| 2004       | Matthew Crampton | Jak Kenton-Spraggen | Jason Kenny         |
| 2005       | Jason Kenny      | Steve Harrison      | James Griffin       |
| 2006       | Jason Kenny      | David Daniell       | Christian Lyte      |
| 2007       | David Daniell    | Peter Mitchell      | Christian Lyte      |
| 2008       | Steven Hill      | Luc Jones           | Peter Mitchell      |
| 2009       | Kian Emadi       | John Paul           | Kevin Stewart       |
| 2010       | John Paul        | Kian Emadi          | Lewis Oliva         |
| 2011       | John Paul        | Matthew Rotherham   | Thomas Baker        |
| 2012       | Sean Mayer       | Andrew Leveton      | Sassan Emadi        |
| 2013       | Thomas Scammell  | Max Nethell         | Leon Gledhill       |

| Ano    | Ouro               | Prata             | Bronze         |
| Keirin |                    |                   |                |
| 2004   | Jak Kenton-Sraggan | Tom Smith         | Joe Liversidge |
| 2005   | Jason Kenny        | Michael Partridge | Kyle Tilley    |
| 2006   | Peter Kennaugh     | David Daniell     | Christian Lyte |
| 2007   | Christian Lyte     | David Daniell     | Steven Hill    |
| 2008   | Steven Hill        | Kevin Stewart     | Peter Mitchell |
| 2009   | Lewis Oliva        | Kian Emadi        | Kevin Stewart  |
| 2010   | Kian Emadi         | Lewis Oliva       | Thomas Gregory |
| 2011   | Matthew Rotherham  | John Paul         | Thomas Baker   |
| 2012   | Matthew Rotherham  | Jack Hoyle        | Cameron Howard |
| 2013   | Thomas Scammell    | Leon Gledhill     | Ryan Owens     |

| Ano                        | Ouro                | Prata              | Bronze          |
| 30 km – Corrida por pontos |                     |                    |                 |
| 1980                       |                     |                    | Richard Stevely |
| 1987                       | Simon Lillistone    |                    |                 |
| 1992                       | Richard Bruce       | Andrew Mummery     | Steve Kennedy   |
| 1993                       | Andrew Mummery      |                    |                 |
| 1994                       | James Taylor        | Andrew Mummery     |                 |
| 1995                       | Phil West           |                    |                 |
| 1998                       | Bradley Wiggins     | Mark Kelly         | Ben Hallam      |
| 1999                       | Richard Teare       | Craig Sellen       | David Heaven    |
| 2000                       | Richard Teare       | Kristian Story     | Henry Cole      |
| 2001                       | Tom White           | Mark Cavendish     | Adam Duggleby   |
| 2003                       | Ed Clancy           | Geraint Thomas     | Andrew Hill     |
| 2004                       | Ben Swift           | Ross Sander        | Andrew Hill     |
| 2005                       | Ian Stannard        | Russell Hampton    | Steven Burke    |
| 2006                       | Peter Kennaugh      | Adam Blythe        | Russell Hampton |
| 2007                       | Peter Kennaugh      | Michael Webb       | Adam Blythe     |
| 2008                       | Mark Christian      | Jonathan Mould     | Erick Rowsell   |
| 2009                       | Daniel Mclay        | George Atkins      | Jonathan Mould  |
| 2010                       | Owain Doull         | Simon Yates        | Declan Byrne    |
| 2011                       | Owain Doull         | Tao Geoghegan Hart | Jonathan Dibben |
| 2012                       | Christopher Latham  | Samuel Lowe        | Tristan Robbins |
| 2013                       | Christopher Lawless | Gabriel Cullaigh   | Joe Evans       |
| 2014                       | Tristan Robbins     | Matthew Gibson     | Joe Evans       |

| Ano             | Ouro             | Prata          | Bronze              |
| 20 km – Scratch |                  |                |                     |
| 1995            | Paul Sheppard    |                |                     |
| 1998            | Bradley Wiggins  | Mark Kelly     | Ben Hallam          |
| 1999            | Kieran Page      | J Bell         | D Omerod            |
| 2000            | Kristian Story   | Richard Teare  | Jon Pettit          |
| 2001            | Matthew Haynes   | Duncan Hallam  | Mark Cavendish      |
| 2003            | Bruce Edgar      | Mark Cavendish | Geraint Thomas      |
| 2004            | Andrew Hill      | Ian Stannard   | Ross Sander         |
| 2005            | Ben Swift        | Adam Blythe    | Steven Burke        |
| 2006            | Adam Blythe      | Matthew Rowe   | Jonathan Bellis     |
| 2007            | Christian Lyte   | Adam Blythe    | Peter Kennaugh      |
| 2008            | Daniel Mclay     | Jonathan Mould | George Atkins       |
| 2009            | Jonathan Mould   | George Atkins  | Daniel Mclay        |
| 2010            | Dan Mclay        | Simon Yates    | Sam Harrison        |
| 2011            | Robert Lambton   | Owain Doull    | Jonathan Dibben     |
| 2012            | Jacob Ragan      | Zachery May    | Christopher Latham  |
| 2013            | Luc Hall         | Oliver Wood    | Christopher Lawless |
| 2014            | Gabriel Cullaigh | Joe Holt       | Joel Partington     |
| 2015            | Reece Wood       | Ethan Hayter   | Joseph Fry          |

### Juventude (sub-16)
| Ano                | Ouro              | Prata             | Bronze             |
| 2 km – Perseguição |                   |                   |                    |
| 1991               | Andrew Mummery    | Geraint Day       |                    |
| 1993               | Paul Sheppard     |                   |                    |
| 1995               | Sion Jones        | Stephen MacMillan |                    |
| 1997               | David Heaven      | Scott Burns       | Rhys Gruffydd      |
| 1998               | Kris Story        | Richard Sutcliffe | George Holland     |
| 1999               | Richard Sutcliffe | Steve Harrison    | James Cartwright   |
| 2000               | Matthew Haynes    | A Duggleby        | Tom White          |
| 2001               | Geraint Thomas    | Bruce Edgar       | Jonathon Fletcher  |
| 2003               | Tom Smith         | Shane Charlton    | Richard Hepworth   |
| 2004               | Steven Burke      | Shane Charlton    | Andrew Fenn        |
| 2005               | Adam Blythe       | Peter Kennaugh    | Mark McNally       |
| 2006               | Andrew Fenn       | Benjamin Plain    | Mark Christian     |
| 2007               | Samuel Harrison   | Daniel Mclay      | George Atkins      |
| 2008               | Samuel Harrison   | Jamie Rogers      | Felix English      |
| 2009               | Jonathan Dibben   | Robert Lambton    | Owain Doull        |
| 2010               | Jonathan Dibben   | Sam Lowe          | Jacob Ragan        |
| 2011               | Chris Lawless     | Oliver Wood       | Tao Geoghegan-Hart |
| 2012               | Charlie Tanfield  | Joe Evans         | Matthew Gibson     |
| 2013               | Joe Holt          | Matthew Bostock   | Joseph Fry         |
| 2014               | Fred Wright       | Ethan Hayter      | Rhys Britton       |

| Ano                    | Ouro              | Prata                  | Bronze            |
| 500 m – Contrarrelógio |                   |                        |                   |
| 1991                   | Andrew Mummery    | Steve Kennedy          |                   |
| 1995                   | Stephen MacMillan |                        |                   |
| 1998                   | George Holland    | Kristian Story         | Richard Sutcliffe |
| 1999                   | Ross Edgar        | J Wood                 | Steve Harrison    |
| 2000                   | Matthew Haynes    | Tom White              | Geraint Thomas    |
| 2001                   | Geraint Thomas    | Jason Cattermole       | Arron Briggs      |
| 2003                   | Tom Smith         | Jason Kenny            | Shane Charlton    |
| 2004                   | Andrew Fenn       | Steven Burke           | Jason Kenny       |
| 2005                   | David Daniell     | Christian Lyte         | Adam Blythe       |
| 2006                   | Andrew Fenn       | Tom Buck               | Steven Hill       |
| 2007                   | Luc Jones         | Kevin Stewart          | Kian Emadi        |
| 2008                   | Kian Emadi        | Jordan Howell-Christie | John Paul         |
| 2009                   | John Paul         | Robert Lambton         | Alex Minting      |
| 2010                   | James Berryman    | Alex Minting           | Matthew Rotherham |
| 2011                   | Ryan Whatmough    | Ryan Owens             | Rob Westwood      |
| 2012                   | Jack Hoyle        | Leon Gledhill          | Thomas Scammell   |
| 2013                   | Joseph Truman     | Jack Carlin            | Thomas Rotherham  |
| 2014                   | Alex Joliffe      | Jack Plumley           | Frank Longstaff   |

| Ano        | Ouro                | Prata             | Bronze            |
| Velocidade |                     |                   |                   |
| 1991       | Geraint Day         | Andrew Mummery    |                   |
| 1995       | Stephen MacMillan   |                   |                   |
| 1998       | Rhys Gruffydd       | Daniel Sims       | George Holland    |
| 1999       | Ross Edgar          | Richard Sutcliffe | Steve Harrison    |
| 2000       | Matthew Haynes      | Paul Riley        | Russell Holland   |
| 2001       | Neil Cooper         | Geraint Thomas    | Jason Cattermole  |
| 2003       | Tom Smith           | James Griffin     | Ed Parker         |
| 2004       | Jason Kenny         | Shane Charlton    | Andrew Fenn       |
| 2005       | Christian Lyte      | David Daniell     | Joshua Hargreaves |
| 2006       | Peter Mitchell      | Steven Hill       | Tom Buck          |
| 2007       | Luc Jones           | Kevin Stewart     | Kian Emadi        |
| 2008       | Callum Skinner      | Kian Emadi        | Lewis Oliva       |
| 2009       | John Paul           | Matthew Rotherham | Robert Lambton    |
| 2010       | James Berryman      | Matthew Rotherham | Alex Minting      |
| 2011       | Christopher Lawless | Oliver Wood       | Ryan Whatmough    |
| 2012       | Jack Hoyle          | Thomas Rotherham  | Thomas Scammell   |
| 2013       | Joseph Truman       | Thomas Rotherham  | Jack Payne        |
| 2014       | William Turnbull    | Frank Longstaff   | Alex Joliffe      |

| Ano                        | Ouro             | Prata              | Bronze               |
| 15 km – Corrida por pontos |                  |                    |                      |
| 1997                       | David Heaven     | Iain Redpath       | Scott Burns          |
| 1995                       | Bradley Wiggins  | Stephen MacMillan  |                      |
| 1998                       | Nathan Harman    | Iain Redpath       | Richard Sutcliffe    |
| 1999                       | Steve Harrison   | Henry Cole         | Richard Sutcliffe    |
| 2000                       | Matthew Haynes   | Tom White          | Paul Riley           |
| 2001                       | Jason Cattermole | Geraint Thomas     | Bruce Edgar          |
| 2003                       | Tom Smith        | Kevin Barclay      | Lewis Atkins         |
| 2004                       | Steven Burke     | Simon Lewis        | Kevin Barclay        |
| 2005                       | Simon Lewis      | Adam Blythe        | Peter Kennaugh       |
| 2006                       | Andrew Fenn      | Michael Webb       | Alex Aldham-Breary   |
| 2007                       | Samuel Harrison  | Daniel Mclay       | Christopher Whorrall |
| 2008                       | Samuel Harrison  | Felix English      | Simon Yates          |
| 2009                       | Owain Doull      | Sam Lowe           | Alister Slater       |
| 2010                       | Jonathan Dibben  | Chris Latham       | Christopher Lawless  |
| 2011                       | Chris Lawless    | Tao Geoghegan-Hart | Oliver Wood          |
| 2012                       | Tristan Robbins  | Charlie Tanfield   | Leon Gledhill        |
| 2013                       | Joe Holt         | Matthew Bostock    | Joel Partington      |
| 2014                       | Matthew Walls    | Reece Wood         | Fred Wright          |

| Ano             | Ouro              | Prata                | Bronze                |
| 10 km – Scratch |                   |                      |                       |
| 1999            | Richard Sutcliffe | Henry Cole           | I Ashworth            |
| 2000            | Matthew Haynes    | Tom White            | Russell Holland       |
| 2001            | Geraint Thomas    | Jason Cattermole     | Bruce Edgar           |
| 2003            | Steven Burke      | Ben Swift            | Lewis Atkins          |
| 2004            | Steven Burke      | Andrew Fenn          | Joshua Hargreaves     |
| 2005            | Adam Blythe       | Simon Lewis          | Jason Crombie         |
| 2006            | Tom Buck          | Andrew Fenn          | Tomas Skubala         |
| 2007            | Daniel Mclay      | Christopher Whorrall | Felix English         |
| 2008            | Samuel Harrison   | Kian Emadi           | Christopher Nicholson |
| 2009            | Robert Lambton    | Declan Bryne         | Owain Doull           |
| 2010            | Jonathan Dibben   | Mathew Cross         | Sam Lowe              |
| 2011            | Oliver Wood       | Chris Lawless        | Jack Hoyle            |
| 2012            | Levi Moody        | Fabio Close          | Joe Evans             |
| 2013            | Joel Partington   | Joe Holt             | Jack Carlin           |
| 2014            | Fred Wright       | Rhys Britton         | Reece Wood            |

### Sub-14 (Omnium)
| Ano  | Ouro            | Prata              | Bronze               |
| 1999 | Mark Cavendish  | Arron Biggs        | Jack Bentley         |
| 2000 | Geraint Thomas  | Peter Bissell      | Matthew Wood         |
| 2001 | Tom Smith       | Andrew Hill        | Ross Sander          |
| 2003 | Shane Charlton  | Andrew Fenn        | Joshua Hargreaves    |
| 2004 | Andrew Fenn     | Alex Aldham-Breary | Jack Bentley         |
| 2005 | Michael McMahon | Thomas Wieckowski  | Christopher Whorrall |
| 2006 | Daniel Mclay    | Jordan Hargreaves  | Felix English        |
| 2007 | Robert Lambton  | Jordan Hargreaves  | Jonathan Dibben      |
| 2008 | Alex Minting    | Jonathan Dibben    | Matthew Rotherham    |
| 2009 | Daniel Maslin   | Jacob Ragen        | Robbie Westwood      |
| 2010 | Jack Hoyle      | Max Nethell        | Tristan Robbins      |
| 2011 | Dylan Cordukes  | Joseph Fry         | Joel Partington      |
| 2012 | Jack Plumley    | Reece Wood         | Reece Britton        |
| 2013 | Rhys Britton    | William Turnbull   | Daniel Tulett        |

### Sub-12 (Omnium)
| Ano                    | Ouro              | Prata             | Bronze             |
| 1999                   | Ross Sander       | Tom Smith         | P Gough            |
| 2000                   | Matthew Rowe      | Scott Elliott     | Luke Rowe          |
| 2001                   | Andrew Fenn       | Bonar Lizaitis    | Tony Lock          |
| 2003 Meninos e meninas | Joanne Wilman     | Frances Austin    | Laura Trott        |
| 2004                   | M Baxter          | W Couch           | M Berry            |
| 2005                   | Jordan Hargreaves | Patrick Galbraith | Joshua Papworth    |
| 2006                   | Jonathan Dibben   | Robbie Westwood   | Christopher Latham |
| 2007                   | Jason Regan       | Robbie Westwood   | Daniel Maslin      |
| 2008                   | Max Nethell       | Charlie Tanfield  | Harvey Watson      |
| 2009                   | Joel Partington   | D Couch           | Dylan Cordukes     |
| 2010                   | Tomos Owens       | Jack Plumley      | Fred Wright        |
| 2011                   | Tomos Owens       | Fred Wright       | James Tillett      |
| 2012                   | Nathan Hawthorn   | Lewis Askey       | Halley Woods       |
| 2013                   | Lewis Askey       | Alfred George     | Zach Bridges       |

## Feminino

### Sênior
| Ano                | Ouro                 | Prata              | Bronze                          |
| 3 km – Perseguição |                      |                    |                                 |
| 1960               | Beryl Burton         |                    |                                 |
| 1961               | Beryl Burton         |                    |                                 |
| 1962               |                      |                    |                                 |
| 1963               | Beryl Burton         |                    |                                 |
| 1964               |                      |                    |                                 |
| 1965               | Beryl Burton         |                    |                                 |
| 1966               | Beryl Burton         |                    |                                 |
| 1968               | Beryl Burton         |                    |                                 |
| 1969               |                      |                    |                                 |
| 1970               | Beryl Burton         |                    |                                 |
| 1971               | Beryl Burton         |                    |                                 |
| 1972               | Beryl Burton         |                    |                                 |
| 1973               | Beryl Burton         |                    |                                 |
| 1974               | Beryl Burton         |                    |                                 |
| 1975               |                      |                    |                                 |
| 1980               | Mandy Jones          |                    |                                 |
| 1981               | Mandy Jones          |                    |                                 |
| 1982               | Mandy Jones          |                    |                                 |
| 1985               | Theresa Dark         |                    |                                 |
| 1986               | Theresa Dark         |                    |                                 |
| 1989               |                      |                    | Sally Dawes (1ª ou 3ª colocada) |
| 1990               | Sally Dawes          |                    |                                 |
| 1991               | Sally Dawes          |                    |                                 |
| 1992               | Sally Dawes          |                    |                                 |
| 1993               |                      |                    |                                 |
| 1994               | Yvonne McGregor      | Sally Dawes        | Maxine Johnson                  |
| 1995               | Yvonne McGregor      | Maxine Johnson     | Vikki Filsell                   |
| 1996               | Yvonne McGregor      |                    |                                 |
| 1997               | Yvonne McGregor      |                    |                                 |
| 1998               | Yvonne McGregor      | Michelle Ward      | Emma Davies                     |
| 1999               | Yvonne McGregor      | Emma Davies        | Sally Boyden                    |
| 2000               | Yvonne McGregor      | Emma Davies        | Frances Newstead                |
| 2001               | Emma Davies          | Yvonne McGregor    | Sara Symington                  |
| 2002               | Emma Davies          | Angela Hunter      | Emily Forde                     |
| 2003               | Emma Davies          | Frances Newstead   | Rachel Heal                     |
| 2005               | Emma Davies          | Frances Newstead   | Rachel Heal                     |
| 2004               | Emma Davies          | Katrina Hair       | Lorna Webb                      |
| 2005               | Wendy Houvenaghel    | Rachel Heal        | Katrina Hair                    |
| 2006               | Rebecca Romero       | Nikki Harris       | Sarah Bailey                    |
| 2007               | Wendy Houvenaghel    | Rebecca Romero     | Joanna Rowsell                  |
| 2008               | Sarah Storey         | Emma Trott         | Lynn Hamel                      |
| 2009               | Sarah Storey         | Hannah Mayho       | Dani King                       |
| 2010               | Wendy Houvenaghel    | Sarah Storey       | Laura Trott                     |
| 2011               | Joanna Rowsell       | Laura Trott        | Wendy Houvenaghel               |
| 2012               | Lucy Garner          | Charline Joiner    | Hannah Barnes                   |
| 2013               | Laura Trott 3:34.973 | Dani King 3:42.355 | Katie Archibald 3:42.008        |
| 2014               | Katie Archibald      | Laura Trott        | Joanna Rowsell                  |

| Ano                    | Ouro                   | Prata                      | Bronze                |
| 500 m – Contrarrelógio |                        |                            |                       |
| 1989                   |                        |                            | Sally Dawes           |
| 1995                   | Wendy Everson          | Megan Hughes               |                       |
| 1996                   | Wendy Everson          | Megan Hughes               |                       |
| 1997                   | Wendy Everson          |                            |                       |
| 1998                   | Wendy Everson          | Julie Forrester            | Melanie Szubrycht     |
| 1999                   | Julie Forrester        | Wendy Everson              | Denise Hampson        |
| 2000                   | Julie Forrester        | Denise Hampson             | Wendy Everson         |
| 2001                   | Julie Forrester        | Victoria Pendleton         | Denise Hampson        |
| 2002                   | Victoria Pendleton     | Denise Hampson             | Emily Forde           |
| 2003                   | Victoria Pendleton     | Denise Hampson             | Kate Cullen           |
| 2004                   | Victoria Pendleton     | Kate Cullen                | Katrina Hair          |
| 2005                   | Victoria Pendleton     | Lorna Webb                 | Janet Birkmyre        |
| 2006                   | Victoria Pendleton     | Anna Blyth                 | Janet Birkmyre        |
| 2007                   | Victoria Pendleton     | Anna Blyth                 | Jessica Varnish       |
| 2008                   | Anna Blyth             | Helen Scott                | Alison Chisholm       |
| 2009                   | Victoria Pendleton     | Jessica Varnish            | Becky James           |
| 2010                   | Victoria Pendleton     | Becky James                | Jessica Varnish       |
| 2011                   | Jessica Varnish 34.500 | Becky James 35.142         | Laura Trott 35.980    |
| 2012                   | Becky James 34.763     | Victoria Williamson 35.749 | Dannielle Khan 36.040 |
| 2013                   | Jessica Varnish 34.445 | Victoria Williamson 34.913 | Dannielle Khan 35.345 |
| 2014                   | Jessica Varnish 34.419 | Victoria Williamson 34.897 | Katy Marchant 35.012  |

| Ano        | Ouro                      | Prata                       | Bronze                                     |
| Velocidade |                           |                             |                                            |
| 1972       | Faith Murray              |                             |                                            |
| 1973       | Faith Murray              |                             | Val Rushworth                              |
| 1974       | Faith Murray              |                             | Gwynneth Rixon                             |
| 1975       | Faith Murray              | Gwynneth Rixon              | Jane Westbury                              |
| 1976       | Faith Murray              | Gwynneth Rixon              |                                            |
| 1977       | Faith Murray              |                             |                                            |
| 1995       | Wendy Everson             |                             |                                            |
| 1996       | Wendy Everson             |                             |                                            |
| 1997       | Wendy Everson             |                             |                                            |
| 1998       | Wendy Everson             |                             |                                            |
| 1999       | Wendy Everson             | Denise Hampson              | Victoria Pendleton                         |
| 2000       | Wendy Everson             | Denise Hampson              | Victoria Pendleton                         |
| 2001       | Denise Hampson            | Victoria Pendleton          | Emily Forde                                |
| 2002       | Victoria Pendleton        | Denise Hampson              | Kate Cullen                                |
| 2003       | Victoria Pendleton        | Denise Hampson              | Kate Cullen                                |
| 2004       | Victoria Pendleton        | Kate Cullen                 | Claire Gross                               |
| 2005       | Victoria Pendleton        | Lorna Webb                  | Janet Birkmyre                             |
| 2006       | Victoria Pendleton        | Anna Blyth                  | Lucy Ayres                                 |
| 2007       | Victoria Pendleton        | Anna Blyth                  | Jess Varnish                               |
| 2008       | Victoria Pendleton        | Anna Blyth                  | Helen Scott                                |
| 2009       | Victoria Pendleton        | Jessica Varnish             | Becky James                                |
| 2010       | Victoria Pendleton        | Becky James                 | Jessica Varnish                            |
| 2011       | Becky James 2 – 0 Varnish | Jessica Varnish 0 – 2 James | Victoria Williamson 2 – 0 Jessica Crampton |
| 2012       | Becky James               | Victoria Williamson         | Dannielle Khan                             |
| 2013       | Jessica Varnish           | Victoria Williamson         | Katy Marchant                              |
| 2014       | Jessica Varnish           | Katy Marchant               | Victoria Williamson                        |

| Ano    | Ouro               | Prata               | Bronze              |
| Keirin |                    |                     |                     |
| 2003   | Victoria Pendleton | Denise Hampson      | Wendy Everson       |
| 2004   | Joy Nixon          | Jo Tindley          | Rusine Airstone     |
| 2005   | Victoria Pendleton | Lucy Richards       | Katie Curtis        |
| 2006   | Victoria Pendleton | Anna Blyth          | Lucy Ayres          |
| 2007   | Victoria Pendleton | Anna Blyth          | Helen Scott         |
| 2008   | Victoria Pendleton | Anna Blyth          | Jess Varnish        |
| 2009   | Victoria Pendleton | Becky James         | Helen Scott         |
| 2010   | Victoria Pendleton | Jessica Varnish     | Helen Scott         |
| 2011   | Becky James        | Jessica Crampton    | Victoria Williamson |
| 2012   | Becky James        | Victoria Williamson | Charline Joiner     |
| 2013   | Jessica Varnish    | Katy Marchant       | Rachel James        |
| 2014   | Jessica Varnish    | Dannielle Khan      | Katy Marchant       |

| Ano                        | Ouro                        | Prata                 | Bronze                          |
| 25 km – Corrida por pontos |                             |                       |                                 |
| 1985                       | Theresa Dark                |                       |                                 |
| 1989                       |                             |                       | Sally Dawes (1º ou 3ª colocada) |
| 1990                       | Sally Dawes                 |                       |                                 |
| 1991                       |                             |                       |                                 |
| 1992                       |                             | Sally Dawes           |                                 |
| 1995                       | Sally Boyden                |                       |                                 |
| 1996                       | Sally Boyden                |                       |                                 |
| 1997                       | Sally Boyden                |                       |                                 |
| 1998                       | Sally Boyden                | Melanie Szubrycht     | Michelle Ward                   |
| 1999                       | Sally Boyden                | Michelle Ward         | Emma Davies                     |
| 2000                       | Frances Newstead            | Angela Hunter         | Sally Boyden                    |
| 2001                       | Angela Hunter               | Rachel Heal           | Victoria Pendleton              |
| 2002                       | Angela Hunter               | Sally Boyden          | Laura Bissell                   |
| 2003                       | Emma Davies                 | Rachel Heal           | Victoria Pendleton              |
| 2004                       | Emma Davies                 | Katie Cullen          | Rachel Heal                     |
| 2005                       | Nicole Cooke                | Katie Cullen          | Nikki Harris                    |
| 2006                       | Katie Cullen                | Alex Greenfield       | Katie Curtis                    |
| 2007                       | Katie Cullen                | Katie Curtis          | Joanna Rowsell                  |
| 2008                       | Alexandra Greenfield        | Katie Colclough       | Ella Sadler-Andrews             |
| 2009                       | Lizzie Armitstead           | Hannah Mayho          | Dani King                       |
| 2010                       | Corrine Hall                | Dani King             | Anna Blyth                      |
| 2011                       | Lizzie Armitstead 58 pontos | Laura Trott 50 pontos | Joanna Rowsell 36 pontos        |
| 2012                       | Corrine Hall                | Charline Joiner       | Hannah Barnes                   |
| 2013                       | Laura Trott 28 pontos       | Dani King 19 pontos   | Elinor Barker 14 pontos         |

| Ano             | Ouro                 | Prata                | Bronze              |
| 15 km – Scratch |                      |                      |                     |
| 1995            | Wendy Everson        |                      |                     |
| 1996            | Sally Boyden         |                      |                     |
| 1997            | Michelle Ward        |                      |                     |
| 1998            | Melanie Szubrycht    | Sally Boyden         | Angela Hunter       |
| 1999            | Wendy Everson        | Sally Boyden         | Louise Jones        |
| 2000            | Julie Forrester      | Sally Boyden         | Charlotte Hopkinson |
| 2001            | Angela Hunter        | Victoria Pendleton   | Charlotte Hopkinson |
| 2002            | Angela Hunter        | Sally Boyden         | Lorna Webb          |
| 2003            | Victoria Pendleton   | Kate Cullen          | Emma Davies         |
| 2004            | Katrina Hair         | Kate Cullen          | Jaqui Marshall      |
| 2005            | Victoria Pendleton   | Rachel Heal          | Nicole Cooke        |
| 2006            | Victoria Pendleton   | Elizabeth Armitstead | Laura Bissell       |
| 2007            | Katie Cullen         | Janet Birkmyre       | Katie Curtis        |
| 2008            | Hannah Rich          | Alexandra Greenfield | Lucy Martin         |
| 2009            | Elizabeth Armitstead | Hannah Mayho         | Dani King           |
| 2010            | Anna Blyth           | Harriet Owen         | Dani King           |
| 2011            | Elizabeth Armitstead | Laura Trott          | Dani King           |
| 2012            | Janet Birkmyre       | Lisa Daly            | Kayleigh Brogan     |
| 2013            | Corrine Hall         | Laura Trott          | Dani King           |

### Júnior (sub-18)
| Ano        | Ouro            | Prata                | Bronze           |
| Velocidade |                 |                      |                  |
| 2002       | Kimberley Walsh | Jane Leask           | Amy Hunt         |
| 2003       | Nikki Harris    | Amy Hunt             | Cayley Ennett    |
| 2004       | Amy Hunt        | Jo Tindley           | Kimberley Blythe |
| 2005       | Joanna Rowsell  | Jo Tindley           | Lara Wann        |
| 2006       | Joanna Rowsell  | Elizabeth Armitstead | Hannah Mayho     |
| 2007       | Hannah Mayho    | Lucy Martin          | Emma Trott       |
| 2008       | Hannah Mayho    | Katie Colclough      | Alex Greenfield  |
| 2009       | Laura Trott     | Ella Sadler-Andrews  | Jessica Booth    |
| 2010       | Laura Trott     | Hannah Barnes        | Hannah Walker    |
| 2011       | Elinor Barker   | Lucy Garner          | Hannah Barnes    |
| 2012       | Katie Archibald | Lucy Garner          | Emily Kay        |
| 2013       | Emily Kay       | Hayley Jones         | Emily Nelson     |

| Ano                    | Ouro                | Prata                | Bronze               |
| 500 m – Contrarrelógio |                     |                      |                      |
| 2002                   | Jacqui Marshall     | Katherine Hill       | Samantha Colley      |
| 2003                   | Nikki Harris        | Jo Tindley           | Jenny Middlehurst    |
| 2004                   | Amy Hunt            | Jo Tindley           | Jenny Middlehurst    |
| 2005                   | Anna Blyth          | Elizabeth Armitstead | Lucy Ayres           |
| 2006                   | Anna Blyth          | Lucy Ayres           | Elizabeth Armitstead |
| 2007                   | Becky James         | Jess Varnish         | Hannah Mayho         |
| 2008                   | Jess Varnish        | Helen Scott          | Hannah Mayho         |
| 2009                   | Becky James         | Laura Trott          | Jessica Booth        |
| 2010                   | Laura Trott         | Victoria Williamson  | Jessica Crampton     |
| 2011                   | Victoria Williamson | Lucy Garner          | Rosie Blount         |
| 2012                   | Rosie Blount        | Dannielle Khan       | Jessica Crampton     |
| 2013                   | Dannielle Khan      | Sophie Capewell      | Ellie Coster         |

| Ano        | Ouro                                                        | Prata                                                       | Bronze                                                      |
| Velocidade |                                                             |                                                             |                                                             |
| 2002       | Katherine Hill                                              | Samantha Colley                                             | Jacqui Marshall                                             |
| 2003       | Susan Massey                                                | Samantha Colley                                             | Jo Tindley                                                  |
| 2004       | Susan Massey                                                | Bridie Hindle                                               | Rachel ball                                                 |
| 2005       | Anna Blyth                                                  | Lucy Ayres                                                  | Katie Curtis                                                |
| 2006       | Anna Blyth                                                  | Lucy Ayres                                                  | Joanne Wilman                                               |
| 2007       | Jess Varnish                                                | Becky James                                                 | Helen Scott                                                 |
| 2008       | Jess Varnish                                                | Helen Scott                                                 | Laura Trott                                                 |
| 2009       | Falta de resultados, não se sabe se o evento foi realizado. | Falta de resultados, não se sabe se o evento foi realizado. | Falta de resultados, não se sabe se o evento foi realizado. |
| 2010       | Victoria Williamson                                         | Jessica Crampton                                            | Hannah Barnes                                               |
| 2011       | Victoria Williamson                                         | Jessica Crampton                                            | Imogen Farlie                                               |
| 2012       | Dannielle Khan                                              | Jessica Crampton                                            | Rosie Blount                                                |
| 2013       | Dannielle Khan                                              | Sophie Capewell                                             | Ellie Coster                                                |

| Ano                        | Ouro                 | Prata                | Bronze             |
| 15 km – Corrida por pontos |                      |                      |                    |
| 2002                       | Jacqui Marshall      | Kimberley Walsh      | Kathryn McClelland |
| 2003                       | Nikki Harris         | Jenny Middlehurst    | Kathryn McClelland |
| 2004                       | Amy Hunt             | Jo Tindley           | Kimberley Blythe   |
| 2005                       | Elizabeth Armitstead | Katie Curtis         | Jo Tindley         |
| 2006                       | Katie Curtis         | Elizabeth Armitstead | Lara Wann          |
| 2007                       | Jessica Allen        | Corrine Hall         | Lucy Martin        |
| 2008                       | Katie Colclough      | Lucy Martin          | Corrine Hall       |
| 2009                       | Hannah Rich          | Laura Trott          | Ruby Miller        |
| 2010                       | Laura Trott          | Emily Kay            | Elinor Barker      |
| 2011                       | Hannah Barnes        | Lucy Garner          | Elinor Barker      |
| 2012                       | Lucy Garner          | Katie Archibald      | Amy Hill           |
| 2013                       | Amy Hill             | Emily Kay            | Hayley Jones       |

| Ano             | Ouro              | Prata           | Bronze               |
| 10 km – Scratch |                   |                 |                      |
| 2002            | Katherine Hill    | Samantha Colley | Kimberley Walsh      |
| 2003            | Jenny Middlehurst | Samantha Colley | Nikki Harris         |
| 2004            | Kimberley Blythe  | Amy Hunt        | Katie Curtis         |
| 2005            | Katie Curtis      | Rachel Ball     | Jo Tindley           |
| 2006            | Anna Blyth        | Katie Curtis    | Elizabeth Armitstead |
| 2007            | Alex Greenfield   | Hannah Mayho    | Lucy Martin          |
| 2008            | Helen Clayton     | Danielle King   | Jessica Booth        |
| 2009            | Ruby Miller       | Laura Trott     | Lucy Garner          |
| 2010            | Hannah Barnes     | Harriet Owen    | Amy Roberts          |
| 2011            | Hannah Barnes     | Elinor Barker   | Harriet Owen         |
| 2012            | Emily Kay         | Lucy Garner     | Dannielle Khan       |
| 2013            | Melissa Lowther   | Bethany Hayward | Keira McVitty        |

### Juventude (sub-16)
| Ano                | Ouro                | Prata            | Bronze              |
| 2 km – Perseguição |                     |                  |                     |
| 1998               | Nicole Cooke        | Claire Dixon     | Danielle Andrew     |
| 1999               | Nicole Cooke        | Claire Dixon     | Laura Bissell       |
| 2000               | Kimberley Walsh     | Nicki Lloyd      | Kirsteen Lawrie     |
| 2001               | Katherine Hill      | Rachel Ball      | Nicki Lloyd         |
| 2002               | Susy Massey         | Rachel Ball      | Kim Blythe          |
| 2003               | Jo Tindley          | Kimberley Blythe | Jenny Middlehurst   |
| 2004               | Anna Blyth          | Lucy Richards    | Jenny Middlehurst   |
| 2005               | Lara Wann           | Greta Junker     | Lucy Richards       |
| 2006               | Hannah Mayho        | Danielle King    | Greta Junker        |
| 2007               | Jessica Booth       | Corrine Hall     | Ella Sadler-Andrews |
| 2008               | Lucy Garner         | Ruby Miller      | Hannah Barnes       |
| 2009               | Emily Kay           | Hannah Barnes    | Lucy Garner         |
| 2010               | Emily Kay           | Elinor Barker    | Amy Roberts         |
| 2011               | Emily Kay           | Amy Hill         | Emily Nelson        |
| 2012               | Grace Garner        | Emily Nelson     | Melissa Lowther     |
| 2013               | Charlotte Broughton | Lucy Shaw        | Abigail Dentus      |
| 2014               | Charlotte Broughton | Jessica Roberts  | Eleanor Dickinson   |

| Ano                  | Ouro              | Prata               | Bronze             |
| 500 m Contrarrelógio |                   |                     |                    |
| 1998                 | Nicole Cooke      | Laura Hewitt        | Femke van Schelven |
| 1999                 | Nicole Cooke      | Claire Dixon        | J Webb             |
| 2000                 | Samantha Ashford  | Nicki Lloyd         | Kimberley Walsh    |
| 2001                 | Katherine Hill    | Samantha Ashford    | Abby Jackson       |
| 2003                 | Jenny Middlehurst | Kimberley Blythe    | Becky Figgitt      |
| 2004                 | Anna Blyth        | Becky Figgitt       | Jenny Middlehurst  |
| 2005                 | Joanne Wilman     | Jess Varnish        | Lara Wann          |
| 2006                 | Becky James       | Jess Varnish        | Laura Trott        |
| 2007                 | Becky James       | Laura Trott         | Joanne Wilman      |
| 2008                 | Laura Trott       | Hannah Barnes       | Ruby Miller        |
| 2009                 | Hannah Barnes     | Lucy Garner         | Sarah Crowley      |
| 2010                 | Sarah Crowley     | Jessica Crampton    | Amy Roberts        |
| 2011                 | Dannielle Khan    | Emily Nelson        | Ellie Coster       |
| 2012                 | Hannah Blount     | Ellie Coster        | Grace Garner       |
| 2013                 | Sophie Capewell   | Charlotte Broughton | Grace Garner       |
| 2014                 | Sophie Capewell   | Eleanor Dickinson   | Lauren Bate-Lowe   |

| Ano        | Ouro             | Prata               | Bronze             |
| Velocidade |                  |                     |                    |
| 1998       | Nicole Cooke     | Laura Hewitt        | Femke van Schelven |
| 1999       | Nicole Cooke     | Gina Chapman        | Laura Bissell      |
| 2000       | Kimberley Walsh  | Kirsteen Lawrie     | Nicki Lloyd        |
| 2001       | Katherine Hill   | Rachel Ball         | Nicki Lloyd        |
| 2003       | Kimberley Blythe | Becky Figgitt       | Anna Blyth         |
| 2004       | Anna Blyth       | Katie Curtis        | Bridie Hindle      |
| 2005       | Jess Varnish     | Lara Wann           | Joanne Wilman      |
| 2006       | Jess Varnish     | Becky James         | Helen Scott        |
| 2007       | Becky James      | Joanne Wilman       | Laura Trott        |
| 2008       | Hannah Barnes    | Laura Trott         | Emily Kay          |
| 2009       | Hannah Barnes    | Victoria Williamson | Emily Kay          |
| 2010       | Jessica Crampton | Sarah Crowley       | Megan Boyd         |
| 2011       | Dannielle Khan   | Ellie Coster        | Emily Kay          |
| 2012       | Sophie Capewell  | Ellie Coster        | Hannah Blount      |
| 2013       | Sophie Capewell  | Grace Garner        | Emily Capewell     |
| 2014       | Sophie Capewell  | Lauren Bate-Lowe    | Rebecca Raybould   |

| Ano                        | Ouro                | Prata              | Bronze                   |
| 15 km – Corrida por pontos |                     |                    |                          |
| 1998                       | Nicole Cooke        | Claire Dixon       | Danielle Andrew          |
| 1999                       | Nicole Cooke        | Claire Dixon       | Laura Bissell            |
| 2000                       | Kimberley Walsh     | Samantha Ashford   | Nicki Lloyd              |
| 2001                       | Katherine Hill      | Rachel Ball        | Nicki Lloyd              |
| 2003                       | Kimberley Blythe    | Rachel Ball        | Abby Jackson             |
| 2004                       | Katie Curtis        | Lucy Richards      | Alex Greenfield          |
| 2005                       | Lucy Richards       | Greta Junker       | Tegan Millington         |
| 2006                       | Alex Greenfield     | Hannah Rich        | Greta Junker             |
| 2007                       | Corrine Hall        | Laura Trott        | Katie Fearnehough        |
| 2008                       | Hannah Barnes       | Ruby Miller        | Harriet Owen             |
| 2009                       | Hannah Barnes       | Lucy Garner        | Harriet OwenHarriet Owen |
| 2010                       | Amy Roberts         | Emily Kay          | Elinor Barker            |
| 2011                       | Emily Kay           | Alice Barnes       | Emily Nelson             |
| 2012                       | Charlotte Broughton | Bethany Hayward    | Melissa Lowther          |
| 2013                       | Abigail Dentus      | Abby-Mae Parkinson | Lucy Shaw                |
| 2014                       | Henrietta Colborne  | Eleanor Dickinson  | Jessica Roberts          |

| Ano             | Ouro                | Prata            | Bronze           |
| 10 km – Scratch |                     |                  |                  |
| 1999            | Nicole Cooke        | Claire Dixon     | Laura Bissell    |
| 2000            | Kimberley Walsh     | Nicki Lloyd      | Kirsteen Lawrie  |
| 2001            | Katherine Hill      | Rachel Ball      | Kimberley Blythe |
| 2003            | Rachel Ball         | Kimberley Blythe | Katie Curtis     |
| 2004            | Katie Curtis        | Lucy Richards    | Alex Greenfield  |
| 2005            | Lucy Richards       | Jess Varnish     | Greta Junker     |
| 2006            | Alex Greenfield     | Jess Varnish     | Danielle King    |
| 2007            | Becky James         | Laura Trott      | Joanne Wilman    |
| 2008            | Laura Trott         | Ruby Miller      | Hannah Manley    |
| 2009            | Hannah Barnes       | Harriet Owen     | Lucy Garner      |
| 2010            | Emily Kay           | Lucy Garner      | Elinor Barker    |
| 2011            | Emily Kay           | Emily Nelson     | Dannielle Khan   |
| 2012            | Charlotte Broughton | Grace Garner     | Emily Nelson     |
| 2013            | Lucy Shaw           | Megan Barker     | Abigail Dentus   |
| 2014            | Eleanor Dickinson   | Jessica Roberts  | Rebecca Raybould |

### Sub-14 (Omnium)
| Ano  | Ouro            | Prata           | Bronze            |
| 2003 | Bridie Hindle   | Lucy Richards   | Emma Trott        |
| 2004 | Alex Greenfield | J Wilman        | H Scott           |
| 2005 | Laura Trott     | Sophie Terry    | Becky James       |
| 2006 | Laura Trott     | Hannah Manley   | Kayleigh Brogan   |
| 2007 | Hannah Barnes   | Harriet Owen    | Laura Allen       |
| 2008 | Lucy Garner     | Emily Kay       | Elinor Barker     |
| 2009 | Emily Kay       | Amy Jacobs      | Rebecca Hunt      |
| 2010 | Grace Garner    | Ellie Coster    | Emily Haycox      |
| 2011 | Grace Garner    | Megan Barker    | Emily Haycox      |
| 2012 | Sophie Capewell | Jessica Roberts | Eleanor Dickinson |
| 2013 | Jessica Roberts | Sophie Williams | Emily Tillett     |
| 2014 | Anna Docherty   | Pfeiffer Georgi | Ellie Park        |

### Sub-12 (Omnium)
| Ano  | Ouro            | Prata                  | Bronze            |
| 2005 | Laura Trott     | Hannah Manley          | Laura Allen       |
| 2005 | Hannah Manley   | Laura Allen            | Manon Morgans     |
| 2006 | Lucy Garner     | Emily Kay              | Jessica Anderson  |
| 2007 | Emily Kay       | Esther Colman          | Emily Barnes      |
| 2008 | Angela Eggleton | Megan Barker           | Kimberley English |
| 2009 | Grace Garner    | Megan Barker           | Emily Haycox      |
| 2010 | Sophie Capewell | Charlotte Broughton    | Jessica Roberts   |
| 2011 | Jessica Roberts | Charlotte Cole-Hossain | Sophie Williams   |
| 2012 | Lucy Nelson     | Megan James            | Bethany Lewis     |
| 2013 | Anna Armstrong  | Elynor Backstedt       | Ella Barnwell     |
| 2014 | Emma Finucane   | Becky Surridge         | Danielle Parker   |